# Mosaki-Rukle
Mosaki-Rukle – wieś w Polsce, w województwie mazowieckim, w powiecie przasnyskim, w gminie Krasne. Ma status sołectwa.
W skład sołectwa Mosaki-Rukle wchodzą także kolonie Łyszkowo i Zielonki.
| SIMC    | Nazwa    | Rodzaj    |
| ------- | -------- | --------- |
| 0117430 | Łyszkowo | część wsi |
| 0117446 | Zielonki | część wsi |

W latach 1975–1998 miejscowość administracyjnie należała do województwa ciechanowskiego.